# San Servolo

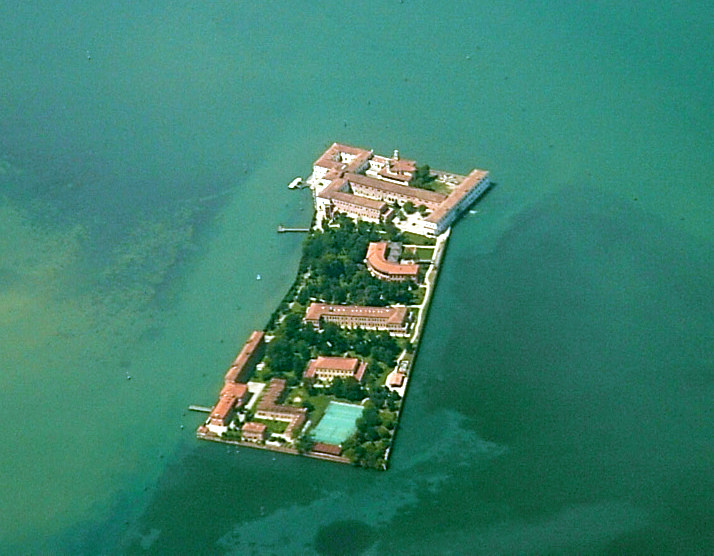
San Servolo

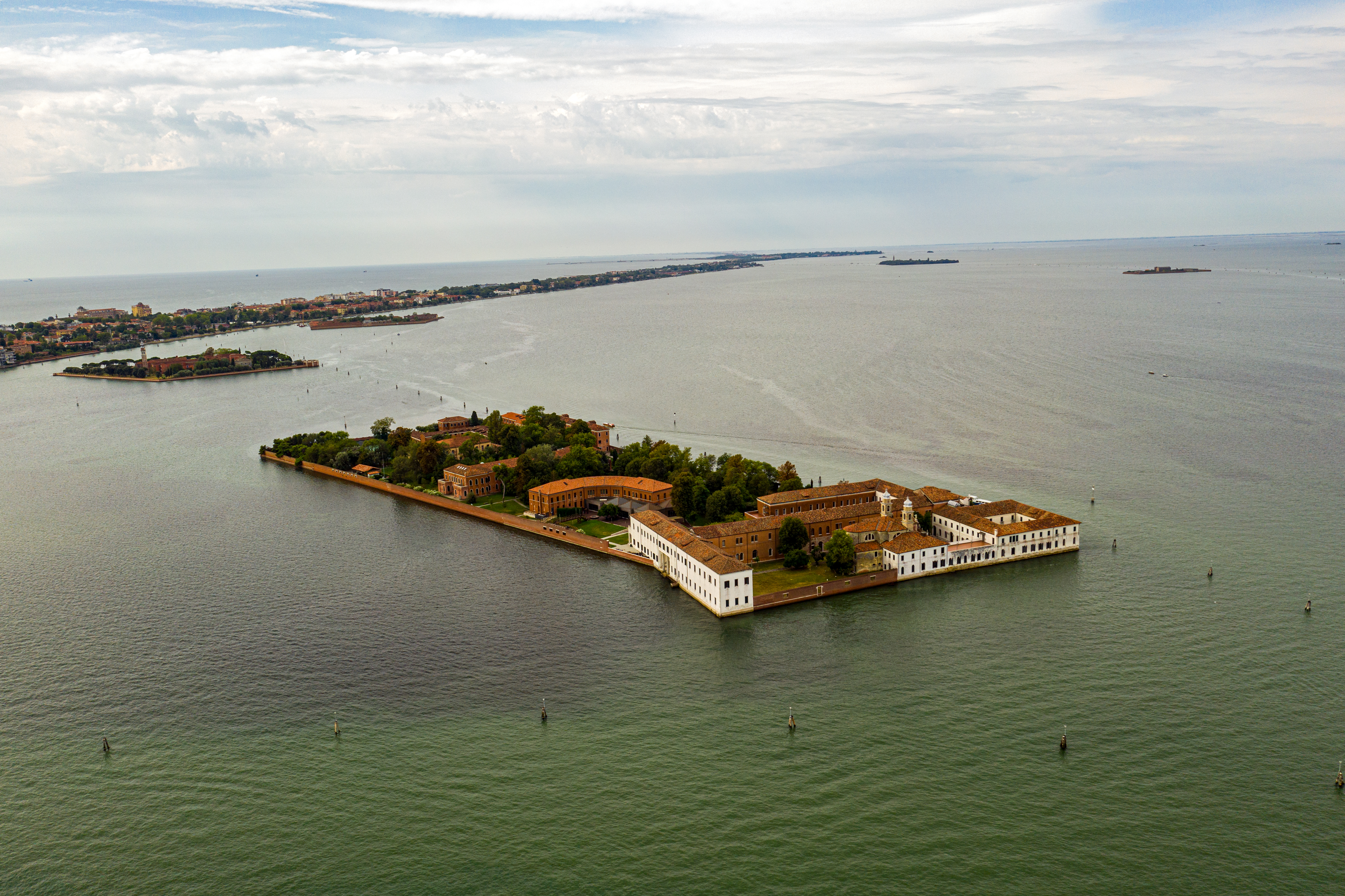

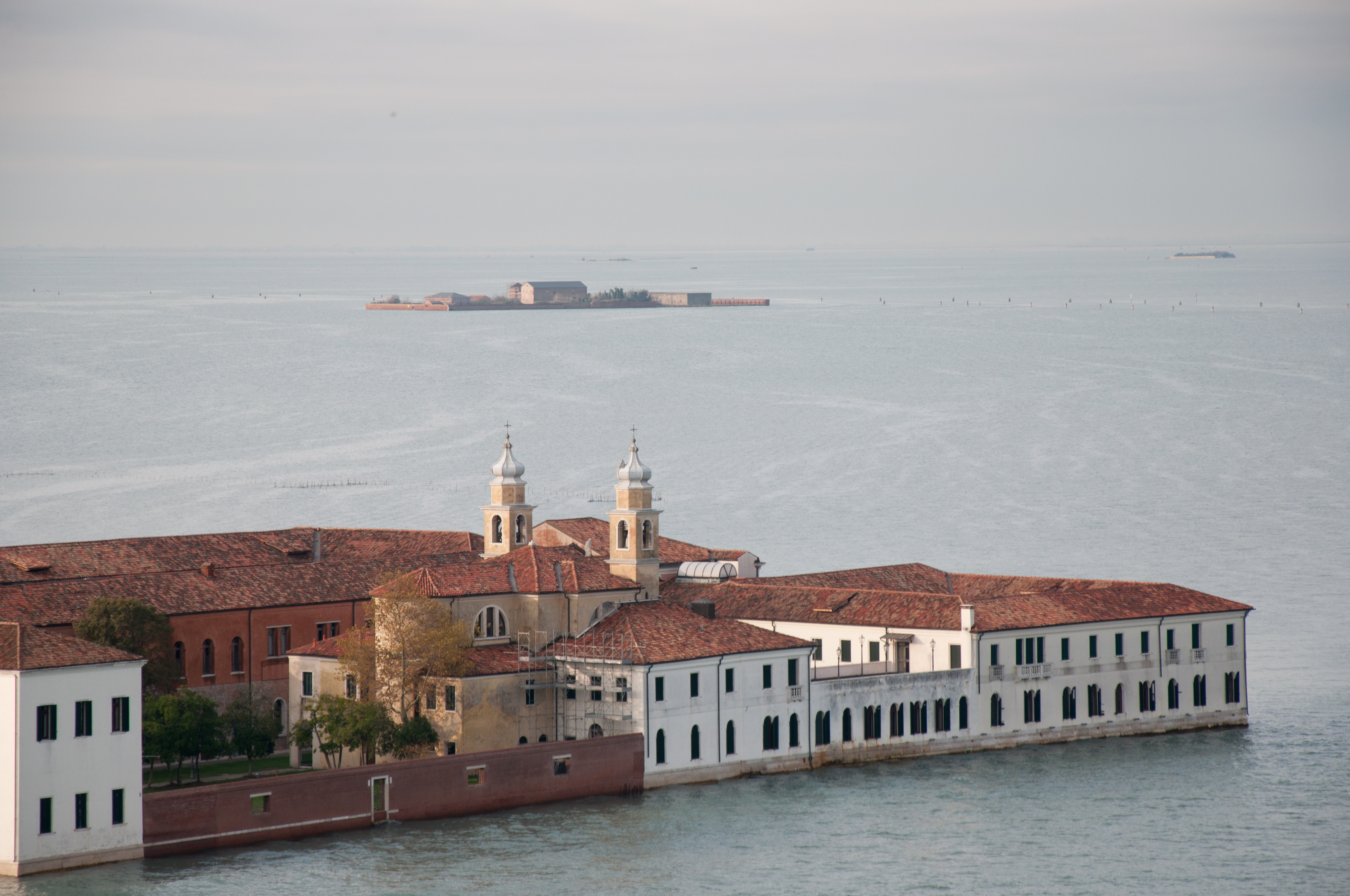

San Servolo is een eiland in de Bacino San Marco, een inham van de Lagune van Venetië in Italië. San Servolo heeft een oppervlakte van net geen vijf hectare
Reeds in de 9e eeuw was het klooster van San Servolo op het eiland gevestigd. Vanaf 1715 werd het eiland gebruikt als militair hospitaal en in 1725 werd de eerste geesteszieke er opgenomen. Op 13 augustus 1978 werd het psychiatrische ziekenhuis op het eiland effectief gesloten. Sinds de jaren 1990 werd het eiland na restauratie van de bouwwerken de thuisbasis voor meer en meer culturele en educatieve organisaties, zoals de Franca en Franco Basaglia Foundation, de Internationale Universiteit van Venetië, het AICCRE Training Center in European Design, een residentie voor promovendi of studenten in internationale uitwisselingsprojecten, een tak van de Academie voor Schone Kunsten in Venetië en het Ca 'Foscari International College.